# Vauhallan
Vauhallan (prononcé [voalɑ̃] ) est une commune française située à dix-sept kilomètres au sud-ouest de Paris dans le département de l'Essonne en région Île-de-France.
Ses habitants sont appelés les Vauhallanais.

## Géographie

### Situation
| Type d’occupation           | Pourcentage | Superficie (en hectares) |
| --------------------------- | ----------- | ------------------------ |
| Espace urbain construit     | 17,5 %      | 58,48                    |
| Espace urbain non construit | 8,0 %       | 26,66                    |
| Espace rural                | 74,6 %      | 249,88                   |
| Source : Iaurif             |             |                          |

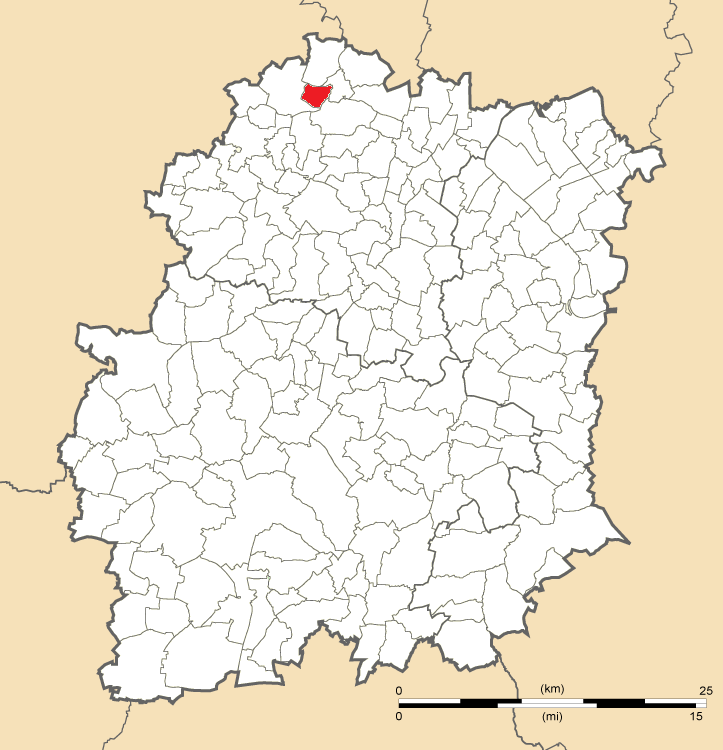
Position de Vauhallan en Essonne.

Vauhallan est située à dix-sept kilomètres au sud-ouest de Paris-Notre-Dame, point zéro des routes de France, vingt-et-un kilomètres au nord-ouest d'Évry, quatre kilomètres au nord-ouest de Palaiseau, douze kilomètres au nord-ouest de Montlhéry, seize kilomètres au nord-ouest d'Arpajon, vingt-quatre kilomètres au nord-ouest de Corbeil-Essonnes, vingt-sept kilomètres au nord-est de Dourdan, trente kilomètres au nord-ouest de La Ferté-Alais, trente-quatre kilomètres au nord-est d'Étampes, quarante-deux kilomètres au nord-ouest de Milly-la-Forêt.

### Hydrographie
La commune est arrosée par le ru de Vauhallan, un affluent de la Bièvre.

### Climat
Pour des articles plus généraux, voir Climat de l'Île-de-France et Climat de l'Essonne.
En 2010, le climat de la commune est de type climat océanique dégradé des plaines du Centre et du Nord, selon une étude du CNRS s'appuyant sur une série de données couvrant la période 1971-2000. En 2020, Météo-France publie une typologie des climats de la France métropolitaine dans laquelle la commune est exposée à un climat océanique altéré et est dans la région climatique Sud-ouest du bassin Parisien, caractérisée par une faible pluviométrie, notamment au printemps (120 à 150 mm) et un hiver froid (3,5 °C). 
Pour la période 1971-2000, la température annuelle moyenne est de 11,3 °C, avec une amplitude thermique annuelle de 15,1 °C. Le cumul annuel moyen de précipitations est de 652 mm, avec 11,2 jours de précipitations en janvier et 8,1 jours en juillet. Pour la période 1991-2020, la température moyenne annuelle observée sur la station météorologique la plus proche, située sur la commune de Toussus-le-Noble à 7 km à vol d'oiseau, est de 11,5 °C et le cumul annuel moyen de précipitations est de 677,0 mm,. Pour l'avenir, les paramètres climatiques de la commune estimés pour 2050 selon différents scénarios d'émission de gaz à effet de serre sont consultables sur un site dédié publié par Météo-France en novembre 2022.

### Voies de communication et transports
La commune ne dispose d'aucune gare sur son territoire, la plus proche étant à Igny. Elle est desservie toutefois par deux lignes de bus : la ligne 119 du réseau de bus RATP circulant du lundi au samedi et permettant aux habitants de se rendre vers Massy et par la ligne 16 du réseau de bus Paris Saclay circulant aux heures de pointe en semaine entre Saclay et la gare d'Igny.

## Urbanisme

### Typologie
Au 1er janvier 2024, Vauhallan est catégorisée ceinture urbaine, selon la nouvelle grille communale de densité à sept niveaux définie par l'Insee en 2022.
Elle appartient à l'unité urbaine de Paris, une agglomération inter-départementale regroupant 407  communes, dont elle est une commune de la banlieue,,. Par ailleurs la commune fait partie de l'aire d'attraction de Paris, dont elle est une commune de la couronne,. Cette aire regroupe 1 929 communes,.

## Toponymie
Le nom de la localité est attesté anciennement sous la forme latinisée Valli Hellandi en 1281, Vallis Hellandi au XIIe siècle et Vallis Halani (sans date), Vauherland ou Vauhalant en 1370.
La commune fut créée en 1793 sous le nom de Vanhallan, le Bulletin des lois de 1801 introduisit la version Vaux-Challan et Vauhallan.
Cette formation toponymique est comparable à d'autres dans la région parisienne, par exemple Vaucresson (Vallis Crisonis au XIe siècle) composé avec le nom de personne germanique Crisso, et à Vaudherland (Vallis Derlandi au XIIIe siècle), composé soit avec la préposition de, c'est-à-dire d'Herland, soit avec le nom de personne germanique Darland.
Il s'agit d'une formation toponymique médiévale en Vau-, forme issu de val « petite vallée », dont le [l] s'est souvent vocalisé devant une autre consonne, ici anciennement [h]. Le second élément est sans doute le nom de personne germanique Hariland devenu Helland / Hallan par assimilation de [r] à [l] et [a] par fausse régression. On le retrouve dans les noms de famille Herland, Herlant et Hallant, encore fréquents au nord de la France.

## Histoire
Vauhallan était un domaine de la couronne, que Charles V donna aux Célestins de Paris en 1375.

## Population et société

### Démographie

#### Évolution démographique
L'évolution du nombre d'habitants est connue à travers les recensements de la population effectués dans la commune depuis 1793. Pour les communes de moins de 10 000 habitants, une enquête de recensement portant sur toute la population est réalisée tous les cinq ans, les populations de référence des années intermédiaires étant quant à elles estimées par interpolation ou extrapolation. Pour la commune, le premier recensement exhaustif entrant dans le cadre du nouveau dispositif a été réalisé en 2008.

En 2022, la commune comptait 1 954 habitants, en évolution de −4,5 % par rapport à 2016 (Essonne : +2,89 %, France hors Mayotte : +2,11 %).
| 1793 | 1800 | 1806 | 1821 | 1831 | 1836 | 1841 | 1846 | 1851 |
| ---- | ---- | ---- | ---- | ---- | ---- | ---- | ---- | ---- |
| 261  | 276  | 274  | 271  | 274  | 310  | 291  | 301  | 274  |

| 1856 | 1861 | 1866 | 1872 | 1876 | 1881 | 1886 | 1891 | 1896 |
| ---- | ---- | ---- | ---- | ---- | ---- | ---- | ---- | ---- |
| 291  | 315  | 332  | 303  | 311  | 311  | 296  | 310  | 310  |

| 1901 | 1906 | 1911 | 1921 | 1926 | 1931 | 1936 | 1946 | 1954 |
| ---- | ---- | ---- | ---- | ---- | ---- | ---- | ---- | ---- |
| 337  | 369  | 371  | 352  | 511  | 546  | 561  | 545  | 723  |

| 1962  | 1968  | 1975  | 1982  | 1990  | 1999  | 2006  | 2008  | 2013  |
| ----- | ----- | ----- | ----- | ----- | ----- | ----- | ----- | ----- |
| 1 085 | 1 757 | 1 856 | 1 775 | 1 795 | 2 058 | 2 010 | 1 997 | 1 943 |

| 2018  | 2022  | - | - | - | - | - | - | - |
| ----- | ----- | - | - | - | - | - | - | - |
| 2 072 | 1 954 | - | - | - | - | - | - | - |

#### Pyramide des âges
En 2018, le taux de personnes d'un âge inférieur à 30 ans s'élève à 33,5 %, soit en dessous de la moyenne départementale (39,9 %). À l'inverse, le taux de personnes d'âge supérieur à 60 ans est de 28,0 % la même année, alors qu'il est de 20,1 % au niveau départemental.
En 2018, la commune comptait 1 000 hommes pour 1 072 femmes, soit un taux de 51,74 % de femmes, légèrement supérieur au taux départemental (51,02 %).
Les pyramides des âges de la commune et du département s'établissent comme suit.
| Hommes | Classe d’âge | Femmes |
| ------ | ------------ | ------ |
| 0,7    | 90 ou +      | 2,1    |
| 7,7    | 75-89 ans    | 11,0   |
| 17,3   | 60-74 ans    | 17,1   |
| 23,4   | 45-59 ans    | 24,0   |
| 14,4   | 30-44 ans    | 15,1   |
| 18,4   | 15-29 ans    | 13,6   |
| 18,1   | 0-14 ans     | 17,2   |

| Hommes | Classe d’âge | Femmes |
| ------ | ------------ | ------ |
| 0,5    | 90 ou +      | 1,4    |
| 5,4    | 75-89 ans    | 7,2    |
| 12,9   | 60-74 ans    | 13,9   |
| 20     | 45-59 ans    | 19,4   |
| 19,9   | 30-44 ans    | 20,1   |
| 20     | 15-29 ans    | 18,2   |
| 21,3   | 0-14 ans     | 19,8   |

## Politique et administration

### Politique locale
La commune de Vauhallan est rattachée au canton de Gif-sur-Yvette, représenté par les conseillers départementaux Michel Bournat (UMP) et Laure Darcos (UMP), à l'arrondissement de Palaiseau et à la cinquième circonscription de l'Essonne, représentée par le député Paul Midy (Renaissance)
L'Insee attribue à la commune le code 91 3 03 635. La commune de Vauhallan est enregistrée au répertoire des entreprises sous le code SIREN 219 106 358. Son activité est enregistrée sous le code APE 8411Z. En 2007, la commune a reçu le label « Ville Internet @@ ».

### Intercommunauté
La commune fait partie depuis le 1er janvier 2016 de la Communauté d'agglomération Paris-Saclay.

### Liste des maires
| Période                                  | Période                       | Identité                | Étiquette | Qualité                                                                              |
| ---------------------------------------- | ----------------------------- | ----------------------- | --------- | ------------------------------------------------------------------------------------ |
| Les données manquantes sont à compléter. |                               |                         |           |                                                                                      |
| mars 1971                                | 1980                          | Pierre Lechat           | PS        | Démissionnaire pour raison de santé                                                  |
| 1980                                     | décembre 1983                 | Lucien Le Béguec        | PCF       | Artisan, permanent politique                                                         |
| décembre 1983                            | 1989                          | Renée Delattre          | SE-Mod.   | Professeure d'éducation physique Élue à la suite d'une élection municipale partielle |
| 1989                                     | 1995                          | Jean Roy                | PS        |                                                                                      |
| Les données manquantes sont à compléter. |                               |                         |           |                                                                                      |
| avant 1999                               | mars 2001                     | Jean-Marc Bécu          | RPR       |                                                                                      |
| mars 2001                                | décembre 2013 (démission)     | Roger Martinache        | DVD       | Gérant de société 8e vice-président de la CA du Plateau de Saclay [Quand ?]          |
| décembre 2013                            | mai 2020                      | François Hillion        | DVD       | Ingénieur, ancien adjoint au maire                                                   |
| mai 2020                                 | En cours (au 19 janvier 2021) | Bernard Gleize (1958- ) | DVD       | Ingénieur SNCF, ancien adjoint au maire                                              |

### Tendances et résultats politiques
Élections présidentielles, résultats des deuxièmes tours :
- Élection présidentielle de 2002 : 89,61 % pour Jacques Chirac (RPR), 10,39 % pour Jean-Marie Le Pen (FN), 85,22 % de participation[53].
- Élection présidentielle de 2007 : 59,48 % pour Nicolas Sarkozy (UMP), 40,52 % pour Ségolène Royal (PS), 89,98 % de participation[54].
- Élection présidentielle de 2012 : 54,42 % pour Nicolas Sarkozy (UMP), 45,58 % pour François Hollande (PS), 87,76 % de participation[55].

Élections législatives, résultats des deuxièmes tours :
- Élections législatives de 2002 : 58,53 % pour Pierre Lasbordes (UMP), 41,47 % pour Stéphane Pocrain (Les Verts), 67,75 % de participation[56].
- Élections législatives de 2007 : 59,18 % pour Pierre Lasbordes (UMP), 40,82 % pour Maud Olivier (PS), 66,80 % de participation[57].
- Élections législatives de 2012 : 54,05 % pour Hervé Hocquard (UMP), 45,95 % pour Maud Olivier (PS), 68,48 % de participation[58].

Élections européennes, résultats des deux meilleurs scores :
- Élections européennes de 2004 : 24,30 % pour Harlem Désir (PS), 20,21 % pour Patrick Gaubert (UMP), 58,09 % de participation[59].
- Élections européennes de 2009 : 32,55 % pour Michel Barnier (UMP), 24,94 % pour Daniel Cohn-Bendit (Europe Écologie), 59,40 % de participation[60].

Élections régionales, résultats des deux meilleurs scores :
- Élections régionales de 2004 : 47,23 % pour Jean-François Copé (UMP), 45,30 % pour Jean-Paul Huchon (PS), 73,74 % de participation[61].
- Élections régionales de 2010 : 51,35 % pour Jean-Paul Huchon (PS), 48,65 % pour Valérie Pécresse (UMP), 63,52 % de participation[62].

Élections cantonales, résultats des deuxièmes tours :
- Élections cantonales de 2001 : données manquantes.
- Élections cantonales de 2008 : 51,24 % pour Thomas Joly (DVD) élu au premier tour, 24,93 % pour Pierre Guyard (PS), 66,47 % de participation[63].

Élections municipales, résultats des deuxièmes tours :
- Élections municipales de 2001 : données manquantes.
- Élections municipales de 2008 : 949 voix pour Josette Huard (?), 948 voix pour Michel Mahieu (?), 66,84 % de participation[64].

Référendums :
- Référendum de 2000 relatif au quinquennat présidentiel : 68,00 % pour le Oui, 32,00 % pour le Non, 38,73 % de participation[65].
- Référendum de 2005 relatif au traité établissant une Constitution pour l'Europe : 62,97 % pour le Oui, 32,03 % pour le Non, 80,41 % de participation[66].

### Enseignement
Les élèves de Vauhallan sont rattachés à l'académie de Versailles. Elle dispose sur son territoire de l'école primaire des Sablons.

### Santé
La commune de Vauhallan dispose d'un cabinet médical où exercent trois médecins et des infirmières. On peut également y trouver deux cabinets de dentiste et un cabinet d'ostéopathe.

### Jumelages
La commune de Vauhallan n'a développé aucune association de jumelage.

## Vie quotidienne à Vauhallan

### Culture
Différentes activités culturelles sont proposées par la commune, comme par exemple l'art plastique, la musique, etc. supervisées par Le LCV (Loisir et Culture de Vauhallan) ainsi qu'un atelier d'art floral.

### Sports
La commune est équipée d'une salle de danse, d'un gymnase, d'une plaine de jeux, d'un terrain d'évolution ainsi que d'un terrain de foot, où sont pratiquées plusieurs activités comme la danse classique, le hip-hop, la gymnastique, le yoga, la danse de salon, le foot, etc. supervisées par l'ESV (Etoile Sportive de Vauhallan).

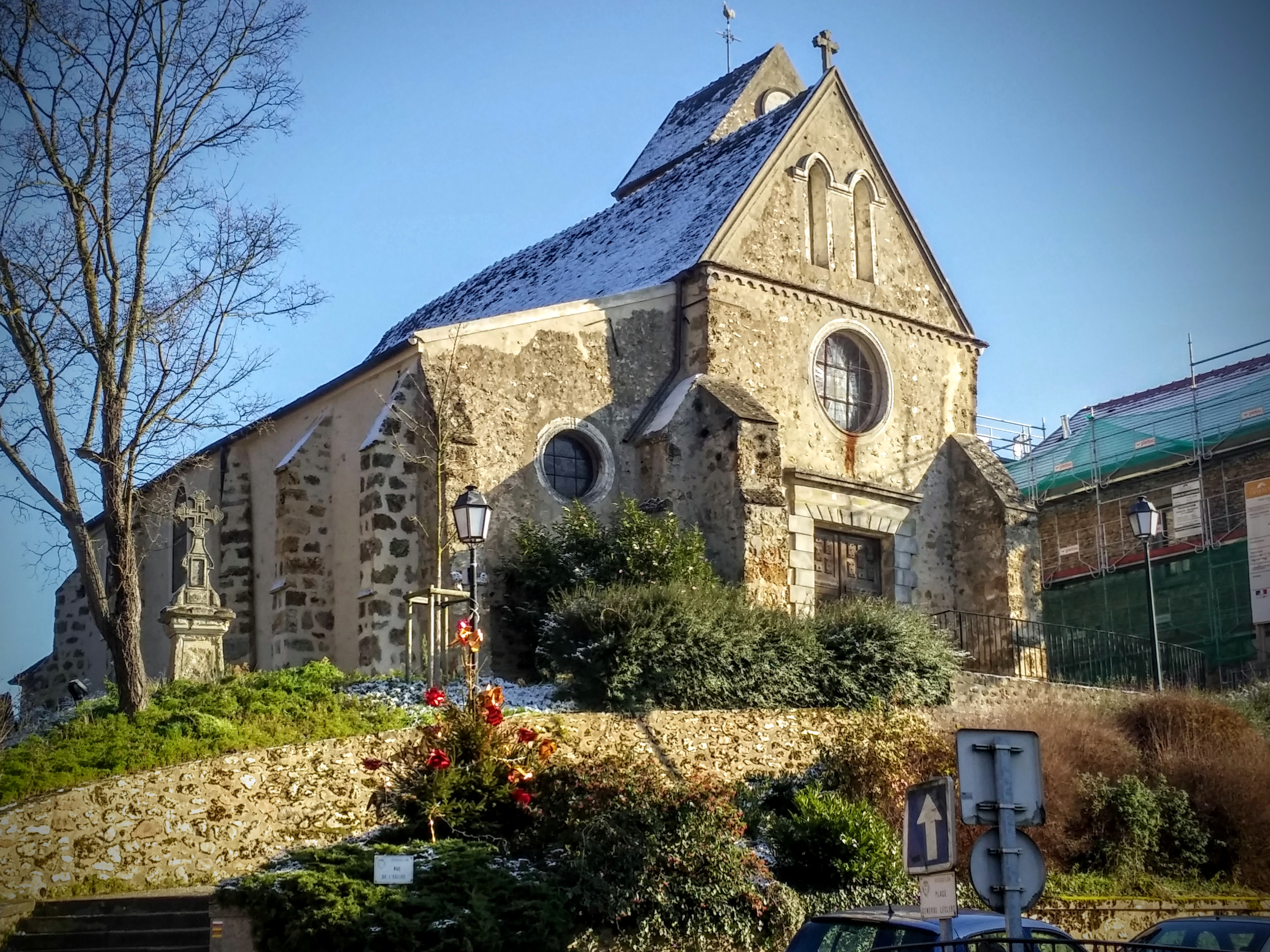
L'église Saint-Rigomer-et-Sainte-Ténestine.

### Lieux de culte
La paroisse catholique de Vauhallan est rattachée au secteur pastoral de Palaiseau et au diocèse d'Évry-Corbeil-Essonnes. Elle dispose de l'église Saint-Rigomer-et-Sainte-Ténestine. L'abbaye Saint-Louis-du-Temple est implantée sur son territoire.

### Médias
L'hebdomadaire Le Républicain relate les informations locales. La commune est en outre dans le bassin d'émission des chaînes de télévision France 3 Paris Île-de-France Centre, IDF1 et Téléssonne intégré à Télif.

## Économie

### Emplois, revenus et niveau de vie
En 2006, le revenu fiscal médian par ménage était de 31 153 €, ce qui plaçait la commune au cinquantième rang parmi les 30 687 communes de plus de cinquante ménages que compte le pays et au quatrième rang départemental.
| Répartition des emplois par catégories socioprofessionnelles en 2006. |              |                                           |                                                   |                            |                          |                           |
|                                                                       | Agriculteurs | Artisans, commerçants, chefs d’entreprise | Cadres et professions intellectuelles supérieures | Professions intermédiaires | Employés                 | Ouvriers                  |
| Vauhallan                                                             | 0,0 %        | 13,3 %                                    | 16,4 %                                            | 41,9 %                     | 18,6 %                   | 9,8 %                     |
| Zone d'emploi de Boulogne-Billancourt                                 | 0,0 %        | 3,9 %                                     | 34,9 %                                            | 26,9 %                     | 23,8 %                   | 10,4 %                    |
| Moyenne nationale                                                     | 2,2 %        | 6,0 %                                     | 15,4 %                                            | 24,6 %                     | 28,7 %                   | 23,2 %                    |
| Répartition des emplois par secteurs d’activités en 2006.             |              |                                           |                                                   |                            |                          |                           |
|                                                                       | Agriculture  | Industrie                                 | Construction                                      | Commerce                   | Services aux entreprises | Services aux particuliers |
| Vauhallan                                                             | 0,6 %        | 13,0 %                                    | 0,0 %                                             | 11,1 %                     | 10,4 %                   | 12,0 %                    |
| Zone d'emploi de Boulogne-Billancourt                                 | 0,2 %        | 11,7 %                                    | 3,9 %                                             | 10,7 %                     | 29,8 %                   | 9,7 %                     |
| Moyenne nationale                                                     | 3,5 %        | 15,2 %                                    | 6,4 %                                             | 13,3 %                     | 13,3 %                   | 7,6 %                     |
| Sources : Insee,                                                      |              |                                           |                                                   |                            |                          |                           |

## Culture locale et patrimoine

### Patrimoine environnemental
Les bois au nord et au sud du village ont été recensés au titre des espaces naturels sensibles par le conseil général de l'Essonne.

### Patrimoine architectural
- L'église Saint-Rigomer-et-Sainte-Ténestine

Niché au creux d'un vallon entouré de bois, le village a su préserver la nature qui l'entoure et les richesses de son passé. Sur un monticule, au centre de la cité, se dresse l'église rénovée au XIIIe siècle qui possède une crypte construite au VIe siècle. L'église a été inscrite à l'inventaire des monuments historiques le 19 octobre 1927,. L'édifice religieux primitif fut commandé par Childebert Ier, l'un des fils de Clovis, en mémoire du miracle dont il fut le témoin. En l'honneur des saints qui opérèrent le miracle, le sanctuaire reçut le nom de Saint-Rigomer-et-Sainte-Ténestine.
- Jouxtant l'église, on trouve une croix de prédication fleurdelisée datant de 1602 qui a été classée à l'inventaire des monuments historiques en 1927[77]. Une association indépendante A.R.E.VA œuvre pour la restauration de cette église[78].
- Vie rurale d'autrefois :

en déambulant sur le territoire de Vauhallan, on découvre, au détour d'une rue, des maisons anciennes possédant encore des lucarnes à foin, une cabane à fraises, un lavoir qui évoquent la vie rurale d'autrefois, ainsi que des vestiges des quatre grands fiefs tenus jadis par des seigneurs.
- La ferme des Arpentis (XIe siècle), à l'orée du plateau de Saclay, est l'un des derniers fleurons. Elle a été inscrite à l'inventaire des monuments historiques le 14 mars 1988[79].
- Dominant la plaine de Palaiseau, un colombier du XIIe siècle contemple les champs de blé, de maïs ou de colza. Au loin, il est possible d'entrevoir les bâtiments de l'École Polytechnique et du Centre de recherche de l'entreprise Danone.
- L'abbaye bénédictine

Placée sur l'un des chemins menant à Saint-Jacques-de-Compostelle, Vauhallan abrite, sur le hameau de Limon, l'abbaye bénédictine de Saint-Louis du Temple. Ce monastère, construit au début des années 1950, a pris la suite du couvent des bénédictines de la rue Monsieur. Après la loi de séparation puis la Première Guerre mondiale, la communauté est expulsée de la rue Monsieur et part pour Meudon en 1938, puis Limon après la construction de l'abbaye actuelle. Alexandre Renard, alors évêque de Versailles, procède à la dédicace de l'église abbatiale à la fin de 1957. L’abbaye possède deux musées. L’un concerne la fondatrice de l'ordre : Louise-Adélaïde de Bourbon-Condé, fille de Louis V Joseph de Bourbon-Condé, membre de la famille de Louis XVI et Marie-Antoinette. Des souvenirs du roi et de la reine y sont rassemblés. L'autre est dédié à Mère Geneviève Gallois, une moniale qui dessina et réalisa les vitraux de l'église abbatiale. L'abbaye propose dans son magasin des produits artisanaux provenant des couvents bénédictins : elle est renommée pour son atelier de reliure, en particulier pour la rénovation de reliures anciennes.
- Le château de Limon

L'ancien château de Limon, transformé en hôtellerie, accueille des visiteurs et des personnes âgées.
- Le manoir de Richeville
- Une croix de chemin datée de 1602 a été classée aux monuments historiques le 21 décembre 1984[81].

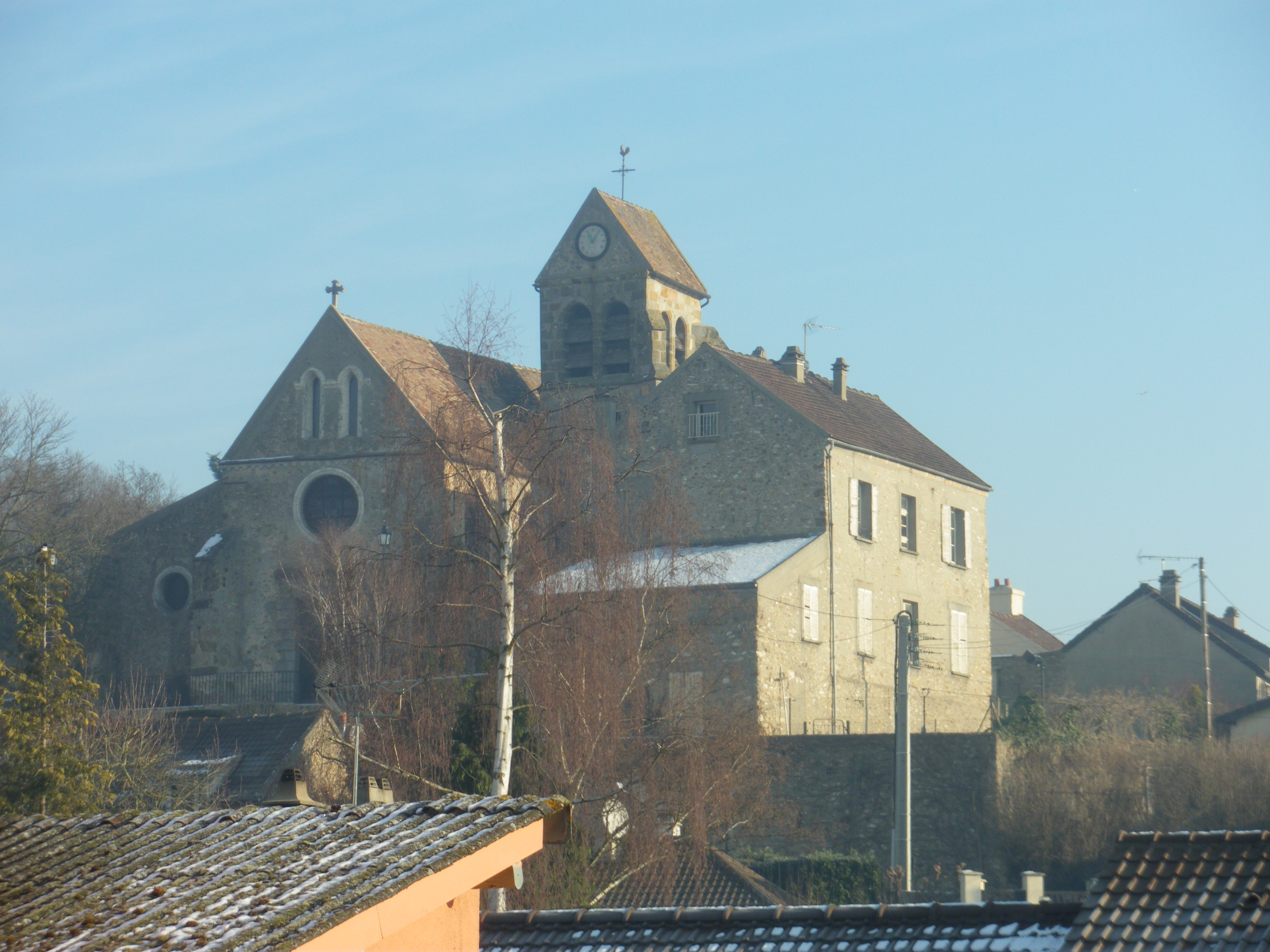
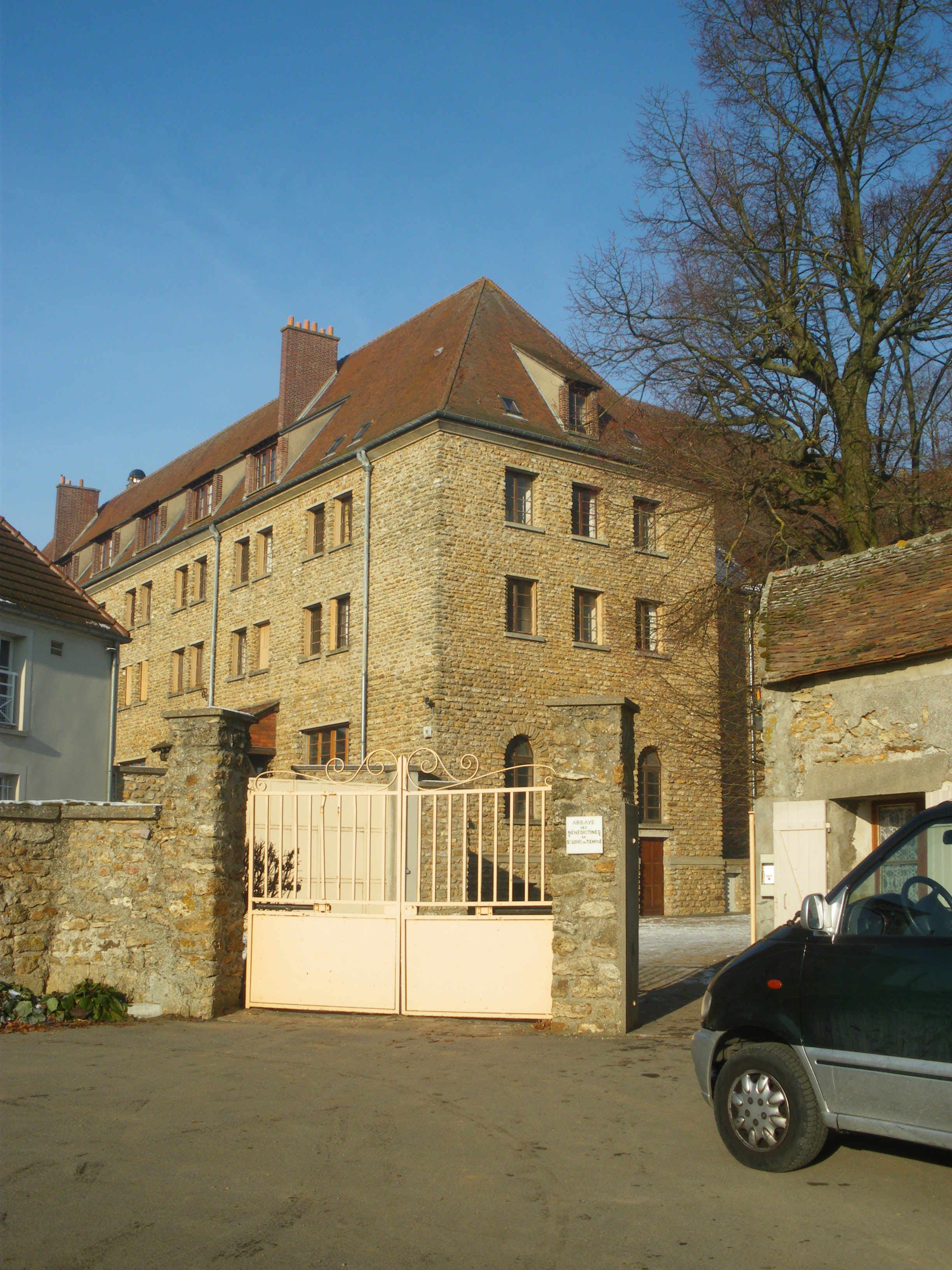
Abbaye.

### Personnalités liées à la commune
Différents personnages publics sont nés, décédés ou ont vécu à Vauhallan :
- Jeanne Darlays (1874-1958), cantatrice y est morte.
- Yasse Tabuchi (1921-2009), artiste peintre, y possédait une ferme où il vécut de 1959 à sa mort.
- Éric Tabuchi (1959), artiste photographe, auteur de Atlas des régions naturelles, fils de Yasse Tabuchi.
- Pierre Clavilier écrivain français, biographe de Frida Kahlo et de Jean Jaurès, y a vécu toute son enfance et fut même conseiller municipal de la ville entre 1989 et 1995.
- Geneviève Gallois (1888-1962), bénédictine, artiste peintre, caricaturiste, graveuse et vitrailliste. A vécu à l'Abbaye Saint-Louis-du-Temple de Vauhallan, les dix dernières années de sa vie.
- Greg Guillotin a vécu à Vauhallan étant jeune

### Héraldique
| Blason de Vauhallan | Blason  | D’argent au chevron renversé ondé d’azur, accompagné en chef de trois merlettes de sable, et sur les flancs de deux cierges allumés de gueules, celui de dextre posés en bande, l’autre en barre. |
| Blason de Vauhallan | Détails | L’écu est surmonté d'une couronne murale à trois tours crénelées d’or, maçonnée et ouverte de sable. Il est soutenu à dextre d’une gerbe de blé d’or, à sénestre d’un pampre de vigne d’or fruité du même, et en pointe de trois fraises de gueules feuillées d’argent. - L'écu: le champ d’argent et les trois merlettes sont aux armes de François Passart qui fit restaurer et agrandir l’église au XVIIe siècle, celles-ci figurent à la clé de voûte de la seconde travée. Le chevron ondé renversé d’azur évoque à la fois l’étymologie de Vauhallan qui viendrait du latin Vallis Hellandi et qui signifie vallée du vent et le ru qui traverse Vauhallan. Les deux cierges allumés de gueules rappellent le miracle de Saint-Rigomer et Sainte Tenestine du VIe siècle ; le roi Childebert ordonna alors la construction d’une église sur le territoire de Vauhallan. - Les ornements extérieurs: la couronne murale est l’emblème que portaient les déesses grecques protectrices des cités. La vigne d’or qui soutient l’écu à senestre est en souvenir de cette culture qui ne prit fin qu’au milieu du XIXe siècle pour être remplacée par celles des fraises, figurant en pointe, à dextre le blé, évoque la riche terre à blé : le plateau de Saclay auquel Vauhallan appartient. |